# Пояна-Маджоре
Пояна-Маджоре (італ. Poiana Maggiore, вен. Pojana Majore) — муніципалітет в Італії, у регіоні Венето, провінція Віченца.
Пояна-Маджоре розташована на відстані близько 390 км на північ від Рима, 70 км на захід від Венеції, 30 км на південь від Віченци.

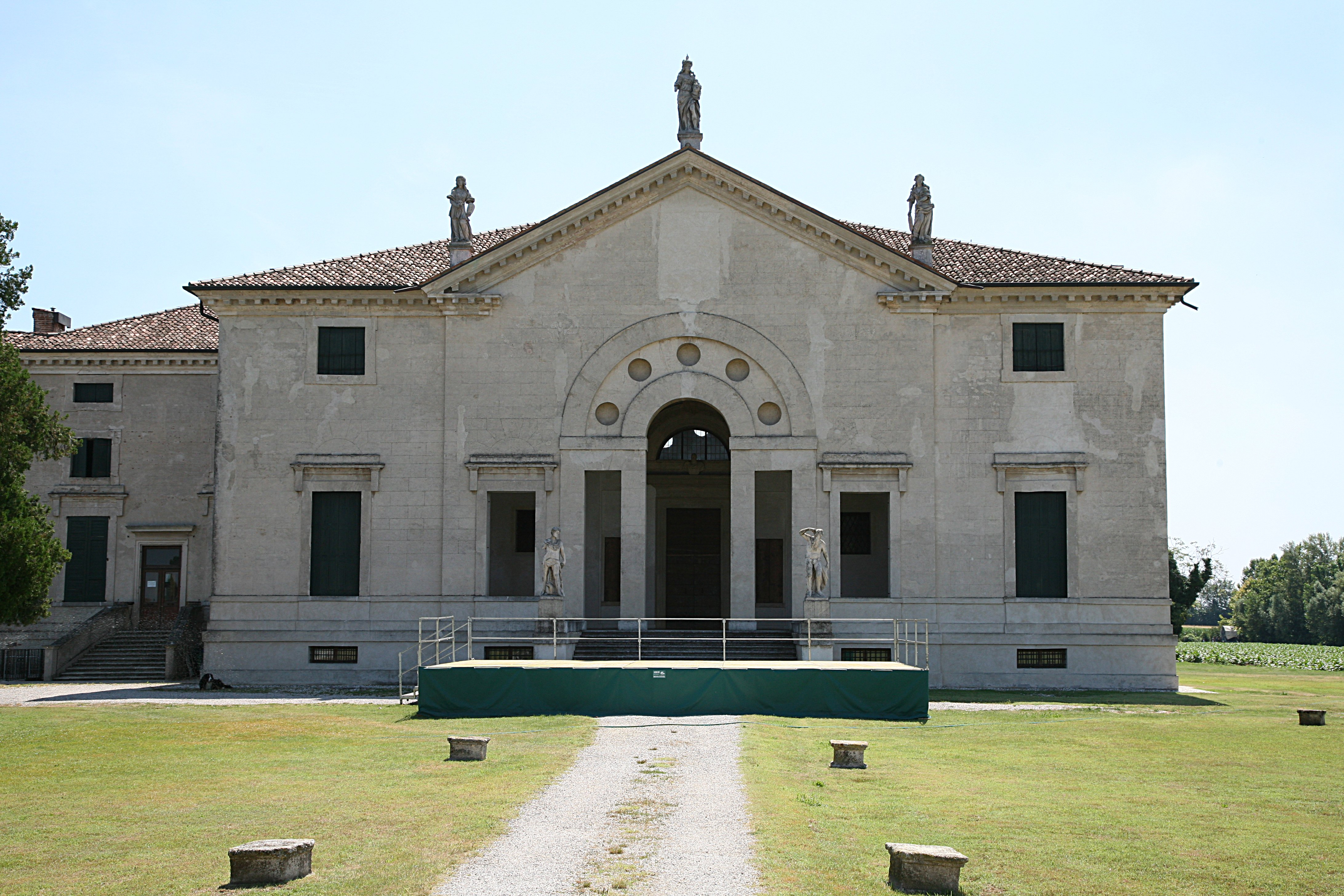

Населення — 4368 осіб (2014).

## Демографія
Населення за роками:

Станом на 1 січня 2023 року в муніципалітеті офіційно проживало 337 іноземців з 25 країн, серед них 66 громадян країн Євросоюзу та 2 громадяни України.

## Сусідні муніципалітети
- Азільяно-Венето
- Колонья-Венета
- Монтаньяна
- Новента-Вічентіна
- Орджано
- Ровередо-ді-Гуа
- Салетто
- Соссано